# 山下博之
山下 博之（やました ひろゆき、1932年（昭和7年）5月20日 - 2016年（平成28年）9月2日）は、日本の国文学者。元四国大学短期大学部教授。早稲田大学第一文学部卒業。徳島県三好市出身。

## 生涯
早稲田大学第一文学部卒業。徳島新聞の記者や雑誌編集を経て高校の国語教師、徳島県立阿南工業高等学校校長を務めた。
1990年に徳島県文化の森総合公園へ移転オープンした徳島県立図書館の初代館長に就任。その後、四国大学で国文学史などを教え、2008年に顧問教授を最後に退職した。また高校教師の頃から徳島ペンクラブで活動しており、2007年から6年間、同クラブの会長を務めた。
長年にわたり阿波人形浄瑠璃や海野十三の研究を行っており、1992年に発足した「海野十三の会」の会長として文学碑の建立や企画展など海野の再評価に尽力した。これまでに徳島県文化協会出版文化賞・徳島県文化賞・地域文化功労者文部科学大臣表彰などを受賞。
2016年9月2日、大動脈瘤解離のため死去。

## 受賞歴
- 1999年 - 徳島県文化協会出版文化賞。
- 2008年 - 徳島県知事表彰。
- 2011年 - 地域文化功労者文部科学大臣表彰。
- 2015年 - 徳島県文化賞。

## 著書
- 『私本 阿波の十郎兵衛 史実と虚構のはざまから』（1999年、徳島県教育印刷）
- 『阿波十郎兵衛の娘・おつる上巻』（2002年、徳島県教育印刷）
- 『阿波十郎兵衛の娘・おつる下巻』（2002年、徳島県教育印刷）